# Luká
Pour les articles homonymes, voir Luka.
Luká (en allemand : Luk) est une commune du district et de la région d'Olomouc, en République tchèque. Sa population s'élevait à 896 habitants en 2023.

## Géographie
Luká se trouve à 11 km au sud-ouest de Litovel, à 16 km à l'ouest-nord-ouest d'Olomouc, à 56 km au nord-nord-est de Brno et à 187 km à l'est-sud-est de Prague.
La commune est limitée par Bouzov à l'ouest et au nord, par Slavětín, Litovel et Loučka à l'est, par Vilémov, Bohuslavice et Polomí au sud, et par Hvozd à l'ouest.

## Histoire
La première mention écrite de la localité date de 1313.
En mai 1945, le village est incendié par les Schutzstaffel et 38 hommes sont abattus. Un mémorial est érigé pour commémorer l'évènement.

## Administration
La commune se compose de six sections :
- Březina
- Javoříčko
- Ješov
- Luká
- Střemeníčko
- Veselíčko

## Galerie

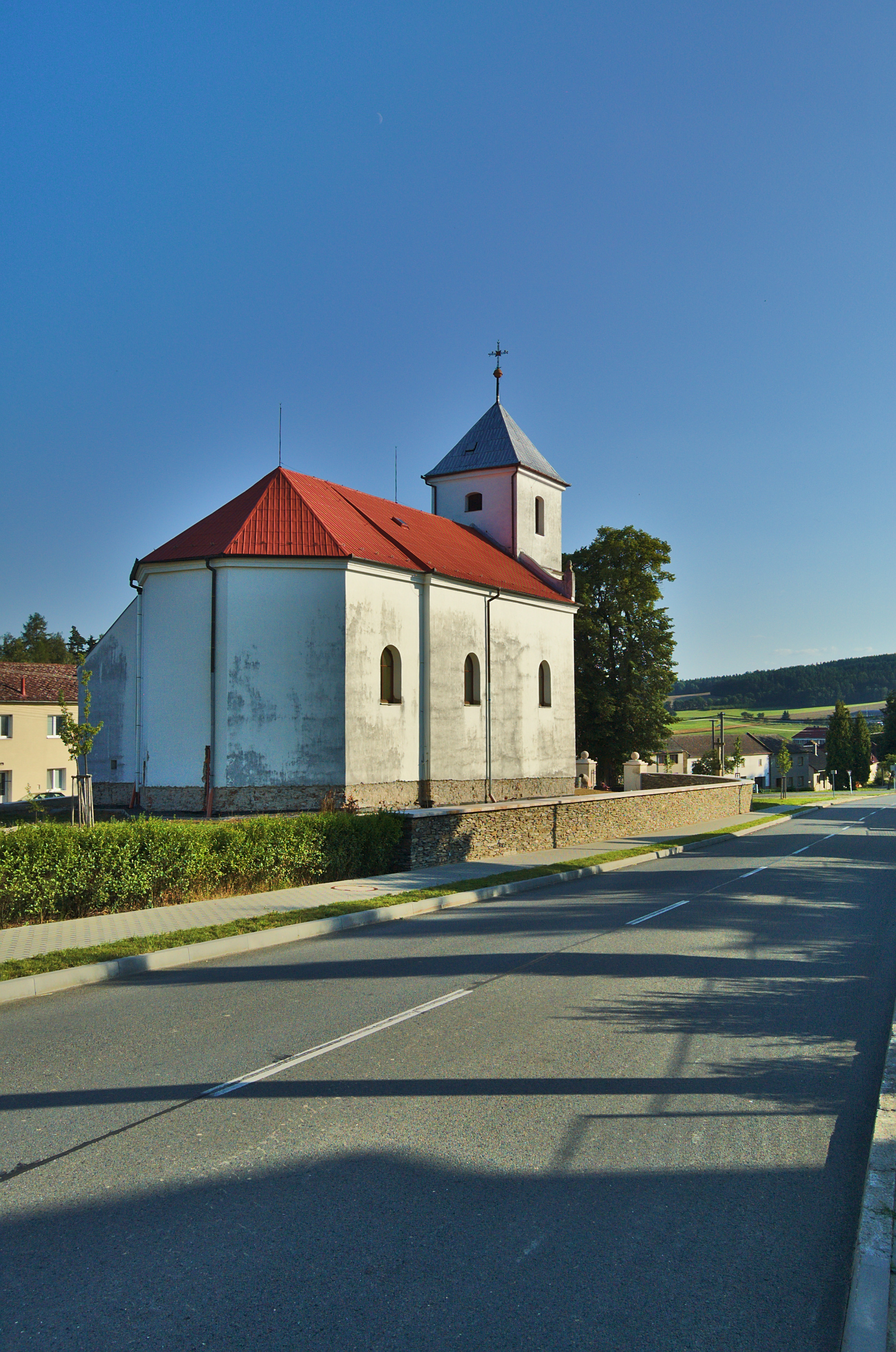
Église Saint-Jean à Luká.
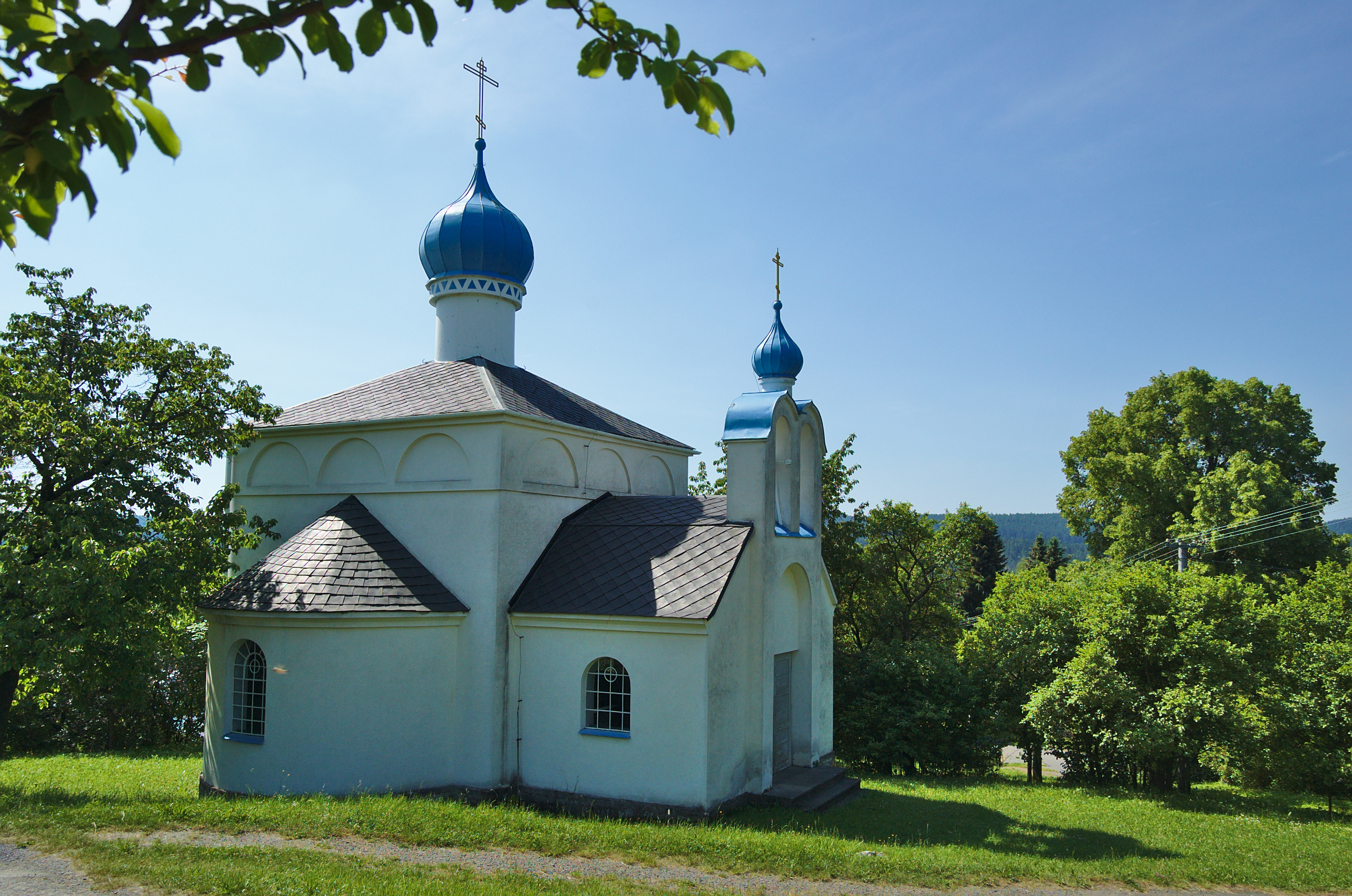
Église Saint-Venceslas à Střemeníčko.

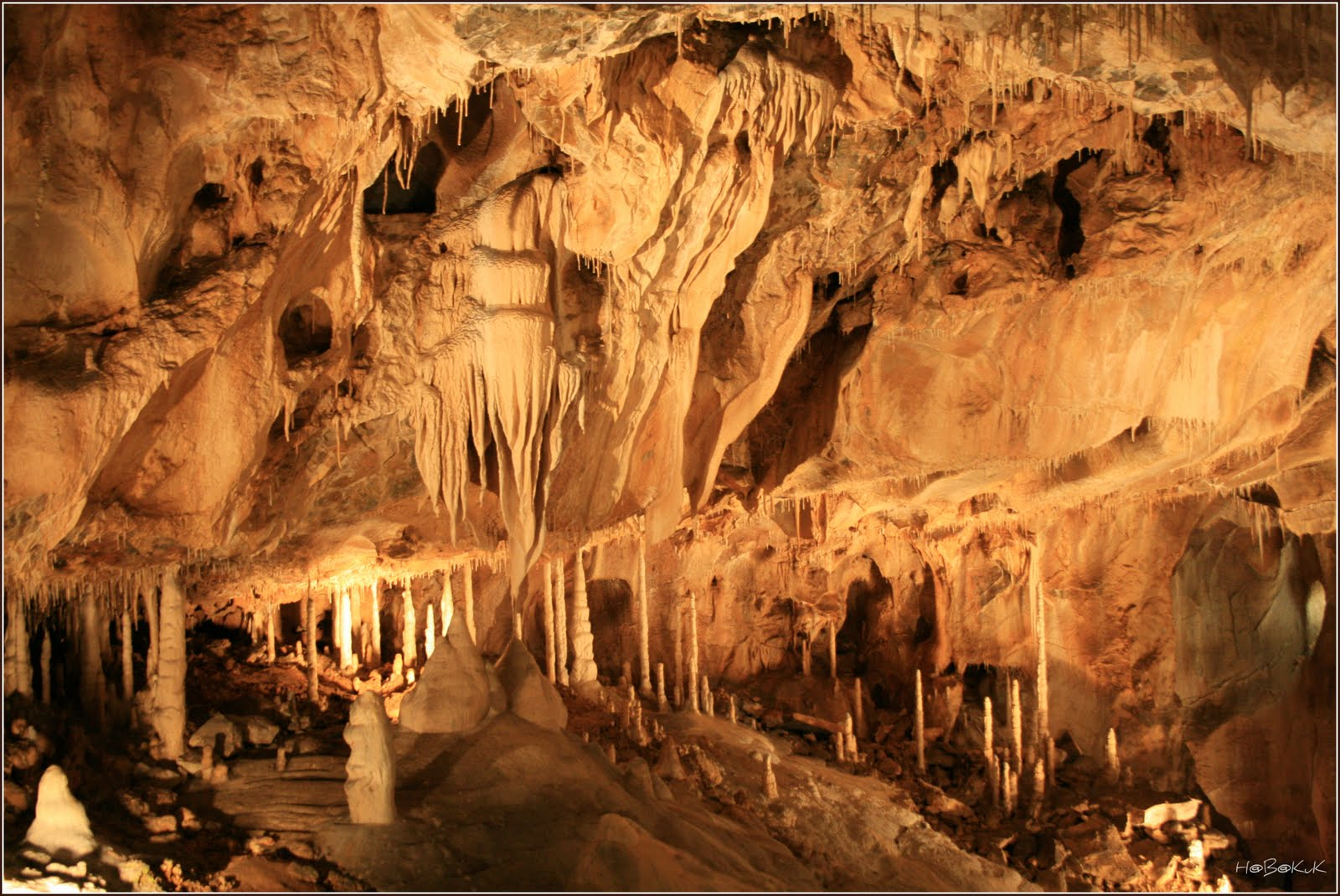
Grottes de Javoříčko.
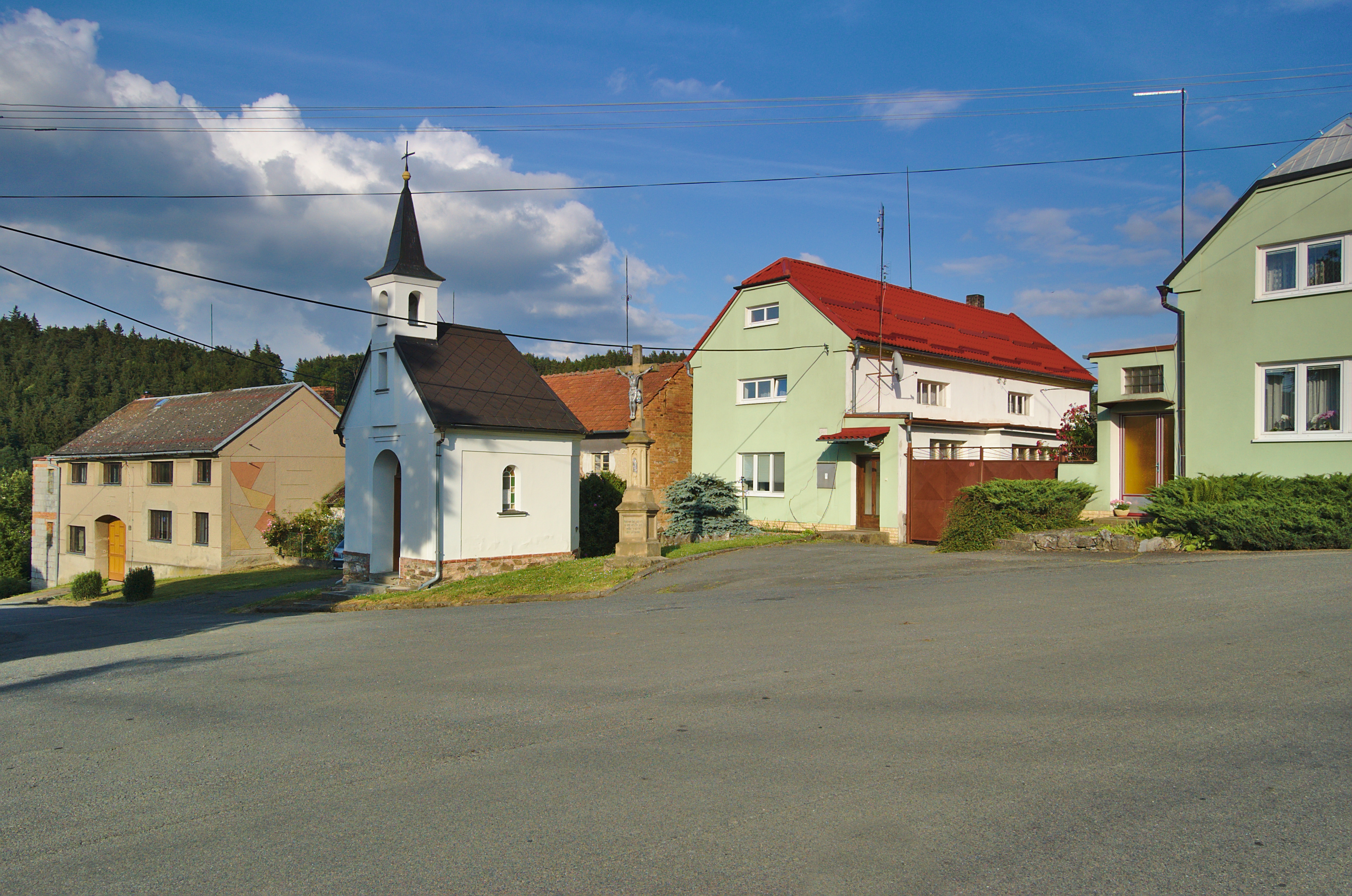
Hameau de Veselíčko.

## Tourisme
- Grottes de Javoříčko

Ce système souterrain consiste en un ensemble complexe de galeries, de chambres et de gouffres creusés dans du calcite par le ruisseau Špraněk. La plus grande partie des grottes à l'étage inférieur fut découverte en 1938. Les étages supérieurs furent découverts par étapes, principalement dans les années 1950. Plus de 3,5 km de galeries ont été explorés, dont 788 m sont accessibles au public. La grotte est magnifiquement décorée de stalactites et de stalagmites, dont certaines atteignent une taille respectable, et d'un grand nombre d'hélictites, des stalactites ou des stalagmites qui se développent contre les lois de la gravitation.

## Transports
Par la route, Luká se trouve à 14 km de Litovel, à 29 km d'Olomouc, à 77 km de Brno et à 238 km de Prague.